# 해외정보보안국
해외정보보안국(이탈리아어: Agenzia Informazioni e Sicurezza Esterna (AISE)), 해외 정보와 보안국은 이탈리아의 군사 정보 기관이다.

## 역사
AISE는 2007년 8월 28일 설립했다. 전신은 SISMI이다. SISMI는 1977년 10월 24일 설립된 이탈리아 국방부 산하의 정보기관이었다. 반면에 이탈리아 국방부 산하 SISMI를 승격한 AISE는 이탈리아 총리 산하 기관이다.
제2차 세계 대전 이래로, 이탈리아 정보기관은 여러번 바뀌었다.
- SIM →군사정보국 1900–1949년
- SIFAR →국군정보국 1949–1965년
- SIOS →운영상황정보국 1949–1997년
- SID →국방정보국 1965–1977년
- 1977–2007년
  - 군사부문:  →군사정보보안국
  - 민간부문: SISDE →정보민주보안국
  - 행정부문: CESIS →정보보안집행위원회

## 국장
초대 국장은 SISMI 국장이던 브루노 브란치포르테 해군 중장이었다. 그러나 그 이후에는 육군 대장이 국장에 임명되고 있다.

## 대한민국
2015년 5월, 북한 김명철이 이탈리아 AISE를 통해 미국에 망명을 신청했지만, 한국과의 관계를 고려한 미국의 거부로 2019년 기준으로는 이탈리아에 머무는 것으로 확인됐다.
2018년 11월 10일, 조성길 이탈리아 주재 북한 대리대사가 한국으로 망명할 때 AISE에 최초로 망명을 요청했다고 해서, 한국에는 전혀 잘 알려지지 않았던 이탈리아 정보국이 주목을 받았다.